# Rødhøj (Grevinge)
 Rødhøj  også kaldet Grevinge Omfartsvej er en to sporet omfartsvej der går sydvest om Grevinge i Odsherred Kommune. Vejen leder trafikken mellem Asnæs og Odsherredvej uden om Grevinge, så byen ikke bliver belastet af for meget gennemkørende trafik.
Vejen forbinder Ny Holbækvej i øst med Rødhøj i vest, og har forbindelse til Hovedgaden og Strandvangsvej.